# Telki
Telki község Pest vármegyében, a Budakeszi járásban, a budapesti agglomerációban.

## Fekvése
Telki a budapesti agglomeráció nyugati szektorában, Budapesttől 21 kilométerre, Budakeszitől 9 kilométerre nyugatra található, a Zsámbéki-medence északkeleti peremén. A fővárostól a Budai-hegység koszorúja, a tőle északabbra fekvő Nagykovácsitól e hegységnek a legmagasabb része (a Nagy-Kopasszal) választja el. Közvetlen (vele belterületen is határos, szinte a településsel teljesen összeépült) szomszédja Budajenő, közelebbi másik településszomszédja a mintegy 5 kilométerre déli irányba fekvő Páty.

## Közlekedés
A települést a Budakeszi-Telki-Budajenő-Perbál közötti 1103-as út szeli át, ezen kívül Pátyon át Biatorbággyal is összeköti egy mellékút, valamint földúton Nagykovácsi is elérhető. Budapest budai részére, Budaörsre, illetve az M1-es autópályára leginkább Budakeszin keresztül lehet eljutni. A községen több buszjárat, így a Budapest-Perbál-Zsámbék útvonalon közlekedő 789-es (Pátyot is érintve), a 793-as, 794-es és 795-ös, valamint a Kelenföld vasútállomástól induló 773-as és 774-es busz is áthalad. A településen vasútállomás nincs, a legközelebbi vasúti csatlakozási lehetőség az 1-es vasútvonal Biatorbágy vasútállomása, közúton mintegy 10 kilométer távolságra. Szombatra és vasárnapra virradó éjszakákon 922B jelzéssel is közlekedik autóbusz Budapest – Budakeszi – Páty útirányon át Zsámbékra, a viszonylat Telkin azonban csak Zsámbék felé halad át, a főváros irányú utazás ekkor közvetetten, a Zsámbékról visszainduló busszal lehetséges. Az autóbuszok a zsámbéki végállomás felé áthaladnak Budajenő, Perbál és Tök településeken is.

## Nevének eredete
A telki monostor és a falu első, oklevélbeli említése 1198-ból származik.

## Története
A telki bencés monostor alapítása minden valószínűség szerint I. István királynak köszönhető. 
1227-ben IV. László a Nyulak-szigetén élő apácáknak adta; 1397-ben az esztergomi érseké volt, 1455-től Garai nádoré lett, 1516-ban II. Ulászló király a pannonhalmi bencéseknek adományozta. A törökök 1543-ban feldúlták, majd 1690-ben, a török elleni utóvédharcban ismét elpusztult.
A település újraéledése akkor kezdődött, amikor Mária Terézia rendeletére szász- és frankországi németeket telepítettek itt le, és valószínűleg az erdőkbe menekült egykori lakosság is visszaszivárgott. A második világháború végén a németeket kitelepítették, helyükbe Erdélyből elűzött székely magyarok kerültek.
A rendszerváltást követően Telki fejlődése és épülése nekilendült, mert a jó környezeti adottságokkal rendelkező község a fővárosból kiköltözők kedvelt célpontjává vált. Lakossága a korábbiakhoz képest jelentősen megnőtt, részben alvófaluvá alakult. 
Telki 2007-ben a Pilisvörösvári kistérségből került a Budaörsi kistérségbe. 2013-ban pedig a Budakeszi járás része lett.

## Településszerkezet
Telki területének alakja hajlított oldalú téglalapra hasonlít, amelyet északnyugat-délkelet irányban, átlósan szel keresztül a Budakesziről Perbálra vezető út. A régi faluközpont és az attól keletre korábban kiépült Üdülőtelep mellett, a község az 1990-es évek elejétől folyamatosan kiterjeszkedett északnyugati (Új-dűlő), illetve déli irányba (Hegyi-dűlő). A település a hegyláb terepviszonyainak megfelelően lejtős-dombos, nyugati irányban ereszkedő jellegű.
A parcellázások és a kertvárosias új lakónegyedek kiépülésével szerkezete összetettebbé vált. Az egyes intézményeknek (önkormányzat, posta, orvosi rendelő) helyet adó faluközponton kívül, a község közepe táján kiépült egy második centrum is, ahová iskola, óvoda, kiskereskedelem, szolgáltatások és vendéglátás települt. A községnek a főúttól délre eső részén a lakónegyedek mellett további intézmények, köztük a 2013-ban bezárt, híres Telki Kórház, valamint sportlétesítmények is épültek.

## Közélete

### Polgármesterei
- 1990–1994: Kerese János (független)[3]
- 1994–1998: Kerese János (független)[4]
- 1998–2002: Kerese János (független)[5]
- 2002–2006: Varga Mihály Ferenc (független)[6]
- 2006–2010: Danóczy Balázs (független)[7]
- 2010–2014: Deltai Károly István (független)[8]
- 2014–2019: Deltai Károly István (független)[9]
- 2019–2024: Deltai Károly István (független)[10]
- 2024– : Deltai Károly (független)[1]

## Kulturális és közösségi élet
Telki kulturális és társadalmi élete az 1990-es évektől jelentősen megélénkült. Létrejött a színvonalas oktatást biztosító általános iskola, a helyi civil szervezetek között irodalmi hagyományokat gondozó kulturális egyesület, énekkar és nyugdíjas klub is található. Rendszeresen szerveznek helyi közösségi eseményeket, bekapcsolódnak a térségi rendezvénysorozatokba is. Közösségi jellegét erősítette Telki saját újságjának beindítása, valamint címerének, zászlajának és saját emblémájának megalkotása és széles körű használata is. 
Telki 2011. május 14-én, az erdélyi Gyimesbükk községgel megkötötte első testvérvárosi megállapodását, amely elősegíti a határon túli magyar kapcsolatok fejlesztését és a közös hagyományok ápolását.

## Sportélete
Telkiben épült fel a Magyar Labdarúgó-szövetség sportközpontja, a Globall Football Park & Sporthotel is, amely a magyar labdarúgó-válogatott nemzetközi megmérettetések előtti felkészítésének, a kapcsolódó sportszakmai továbbképzéseknek és rendezvényeknek ad otthont.  A központ alapkövét 2007. április 12-én rakta le Kisteleki István, az MLSZ akkori elnöke. Az ünnepélyes átadásra 2009. május 2-án került sor. A megnyitón részt vett Joseph Blatter és Michel Platini (a FIFA, illetve az UEFA akkori elnökei) is.

## Népesség
A település népességének változása:
| Lakosok száma | 3707 | 3809 | 4165 | 4479 | 4577 | 4478 | 4518 |
|               | 2013 | 2014 | 2019 | 2021 | 2022 | 2023 | 2024 |

A 2011-es népszámlálás során a lakosok 86,5%-a magyarnak, 0,2% bolgárnak, 0,2% horvátnak, 0,3% lengyelnek, 3,4% németnek, 0,2% örménynek, 0,2% románnak, 0,2% szlováknak mondta magát (13% nem nyilatkozott; a kettős identitások miatt a végösszeg nagyobb lehet 100%-nál). A vallási megoszlás a következő volt: római katolikus 37,4%, református 7,7%, evangélikus 1,1%, görögkatolikus 0,9%, izraelita 0,4%, felekezeten kívüli 21,4% (28,8% nem nyilatkozott).
2022-ben a lakosság 88,6%-a vallotta magát magyarnak, 2,6% németnek, 0,3% lengyelnek, 0,2% bolgárnak, 0,2% szlováknak, 0,2% románnak, 0,2% horvátnak, 0,1-0,1% görögnek, ukránnak, cigánynak, örménynek és ruszinnak, 9,7% egyéb, nem hazai nemzetiségűnek (10,8% nem nyilatkozott; a kettős identitások miatt a végösszeg nagyobb lehet 100%-nál). Vallásuk szerint 30% volt római katolikus, 8% református, 1,2% evangélikus, 1,2% görög katolikus, 0,5% izraelita, 0,4% ortodox, 1,3% egyéb keresztény, 0,6% egyéb katolikus, 18% felekezeten kívüli (38,6% nem válaszolt).

## Látnivalók
- Kodolányi János emléktábla
- Kőkereszt[13]
- Csergezán Pál emlékoszlopa
- Telki római katolikus temploma
- Telki monostor
- 1956-os magyar forradalom emlékműve
- Telki, Fő utca 20. lakóház. Az egykori skót bencés monostor és apátság uradalmi épülete. Műemlék. Törzsszáma: 7380. Azonosító: 7452 (29639)
- Kodolányi János író (Telki, 1899. március 13. – Budapest, 1969. augusztus 10.) szülőháza.

## Híres emberek
- Itt született 1899. március 13-án Kodolányi János író.
- Itt lakott életének utolsó éveiben Csergezán Pál festőművész.
- Itt élt utolsó éveiben Vida Gábor fuvolista, festőművész.
- Itt születtek Habsburg György gyermekei.
- Itt született Tóth László autóversenyző.
- Itt született Kós Hubert olimpiai, világ- és Európa-bajnok úszó.

## Képgaléria

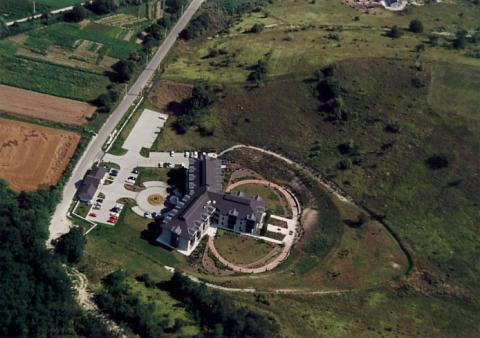
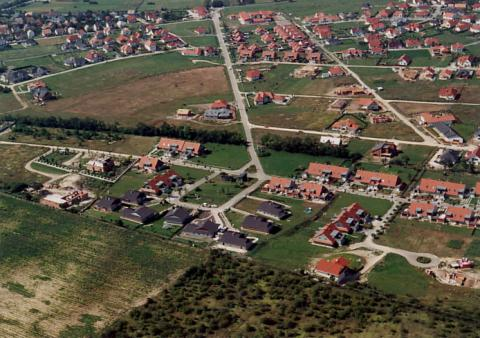
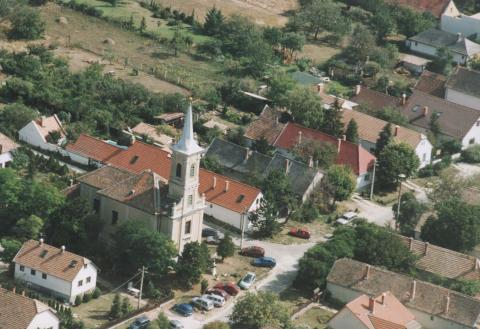
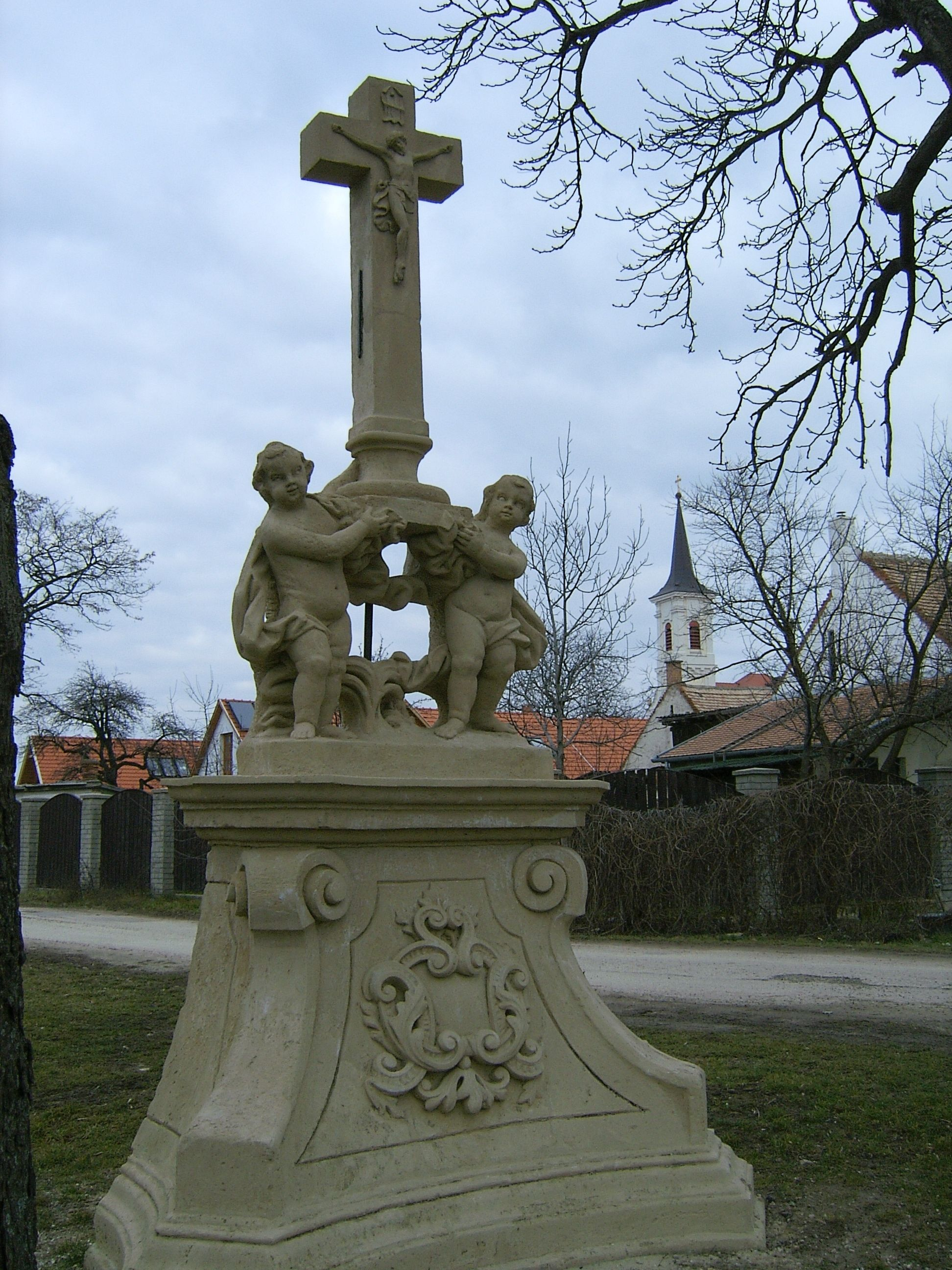
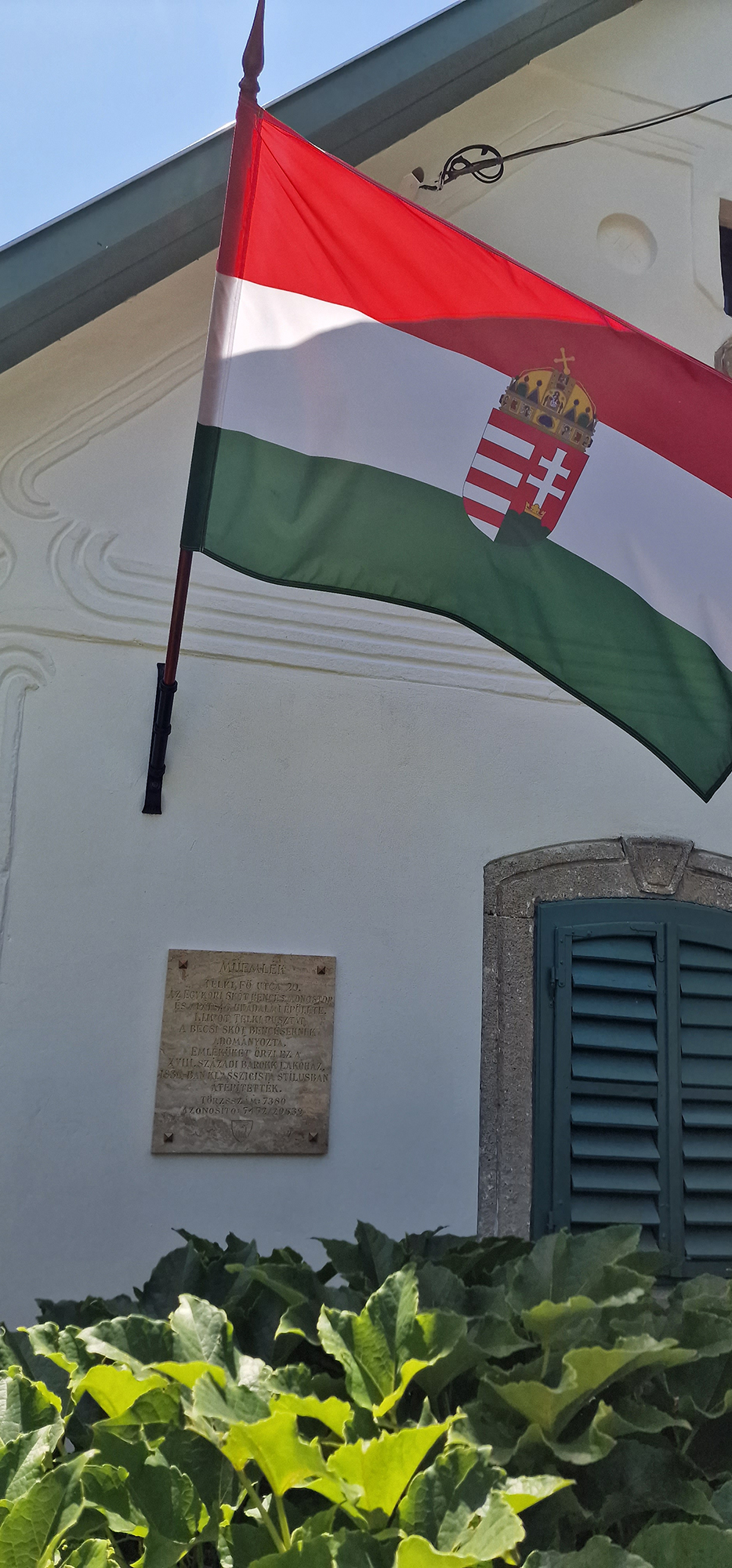
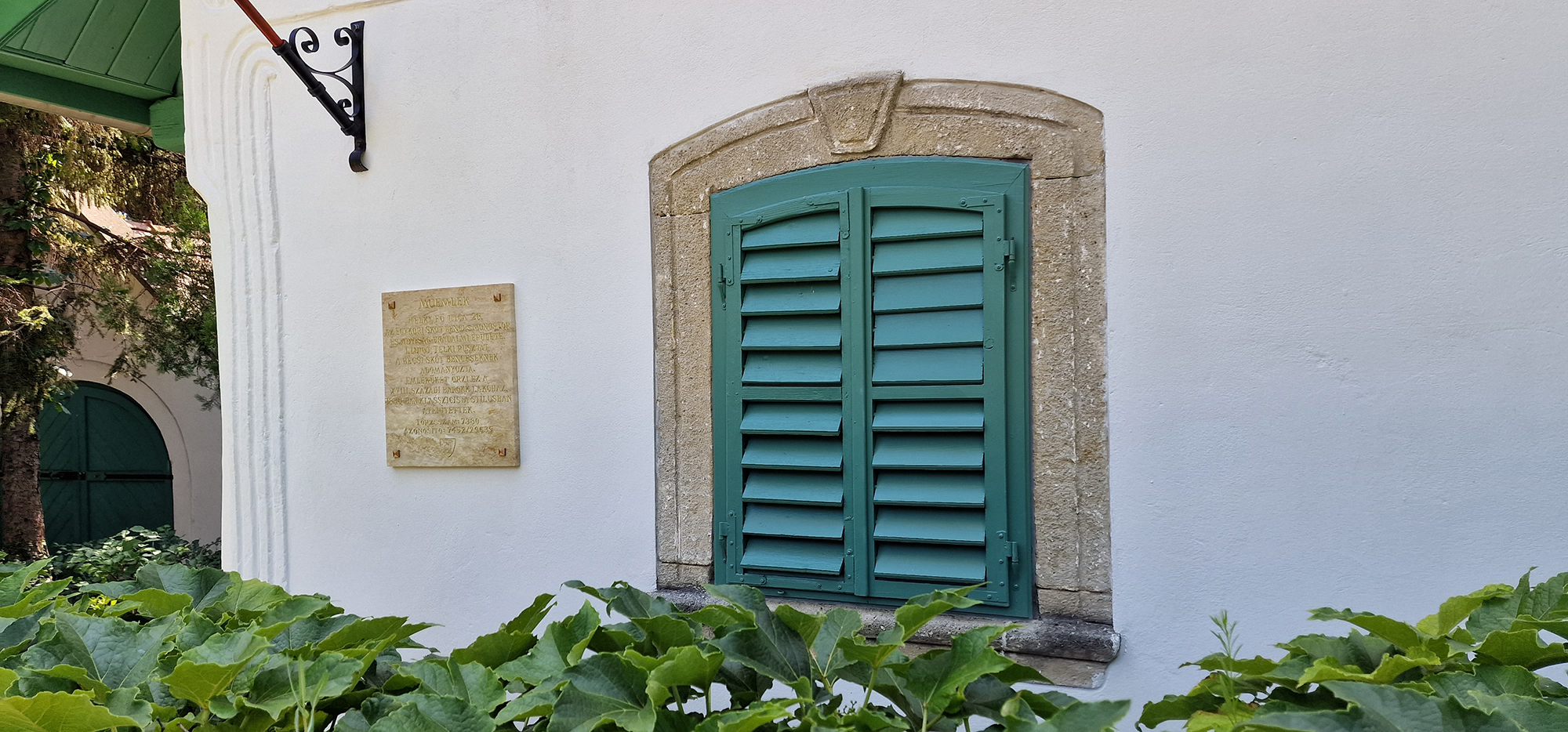
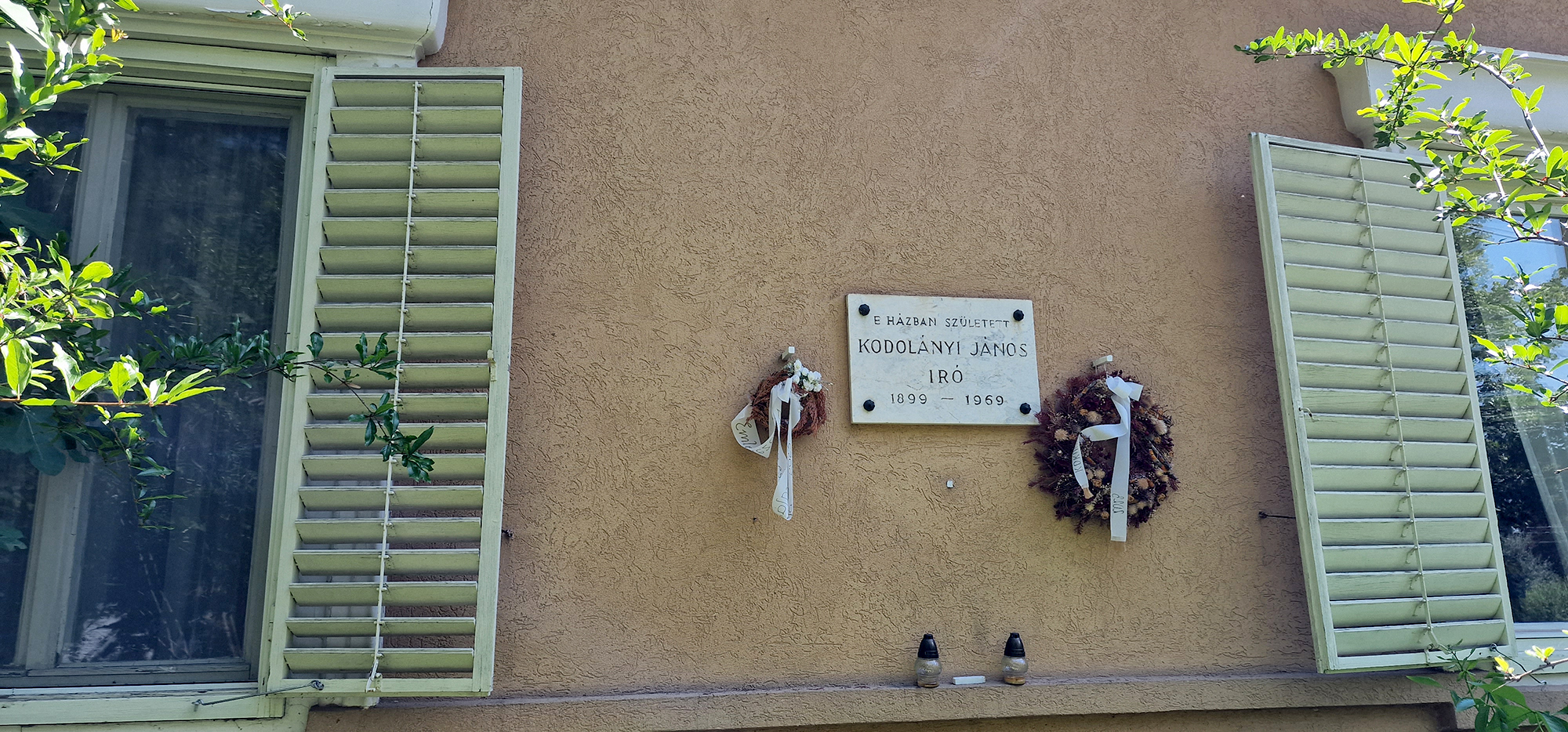

## Külső hivatkozások
- Telki a funiq.hu-n